# SN 1968M
SN 1968M – supernowa odkryta 31 lipca 1968 roku w galaktyce LEDA0086491. Jej maksymalna jasność wynosiła 15,40m.